# Dennis Aogo
Dennis Aogo, född 14 januari 1987 i Karlsruhe, är en tysk fotbollsspelare. Aogo kan spela både som försvarare och mittfältare.

## Klubbkarriär
Under juniortiden spelade Aogo i bland annat i Karlsruher SC och SC Freiburg. Han debuterade i Bundesliga med Freiburg den 23 oktober 2004, 17 år gammal. Efter att Freiburg ramlat ur Bundesliga säsongen 2004–2005 spelade han de nästkommande tre åren i 2. Liga. Han spelade totalt 94 ligamatcher för Freiburg innan Hamburger SV värvade honom i juni 2008. Enligt media betalade HSV mellan 1 och 1,5 miljoner euro för övergången och Aogo skrev på ett fyraårskontrakt. Under höstsäsongen 10/11 så förlängde Dennis sitt kontrakt till 2015.

## Landslagskarriär
Eftersom Aogos far är från Nigeria kunde han välja mellan att spela i det nigerianska- eller det tyska landslaget men valde det sistnämnda. Mellan 2007 och 2009 spelade han 25 matcher och gjorde 4 mål för det tyska U21-landslaget och var bland annat med och vann U21-EM 2009. Han debuterade i A-landslaget den 13 maj 2010 när han spelade de 79 första minuterna mot Malta. Den 1 juni 2010 blev Aogo uttagen till Tysklands trupp till VM 2010.

### Webbkällor
- Dennis Aogo på Soccerway (engelska)
- ”Dennis Aogo”. fussballdaten.de. http://www.fussballdaten.de/spieler/aogodennis/. Läst 17 juni 2010.